# Доброславский, Валерий Юрьевич
Валерий Юрьевич Доброславский (Доброслав) (19 мая 1965, Луганск — 7 июня 1997, Луганск) — влиятельный луганский предприниматель, криминальный авторитет 1990-х годов. В 1996 году во время социологического опроса, проведенного в Луганске, занял третье место в списке самых известных луганчан, опередив таких своих земляков, как Владимир Даль и Клим Ворошилов

## Биография
Начинал Валерий Доброславский в конце 1980-х, вернувшись в город после армии. К 1990 году имел созданную и возглавляемую им устойчивую «бригаду» с жёсткой дисциплиной, состоявшую из бывших спортсменов и собирающую дань с местных предпринимателей. Уже тогда он был одним из самых сильных и влиятельных людей в городе. В дальнейшем влияние и власть Доброславского только росли, и вскоре он стал неофициальным единоличным криминальным главой области.
Одним из первых уголовных авторитетов Украины Валерий Доброславский начал легализовать свой бизнес
«Империал-бизнес LTD» стал его первым легальным предприятием, которое было зарегистрировано 12 апреля 1995. Затем были созданы десятки других структур. В целом Доброслав контролировал большую часть бизнеса Луганской области.
По воспоминаниям очевидцев, отличался жестокостью, щедростью, справедливостью и умением договариваться с людьми и находить с ними общий язык.

### Убийство
В ночь с 6 на 7 июня 1997 года неизвестные начали стрелять из гранатомета и трёх автоматов Калашникова по автомобилям «Жигули» и «Тойота», в которых ехал Доброславский и его друзья. Позже на месте преступления была найдена труба от гранатомета РПГ-26, два автомата и около 120 автоматных гильз. В. Доброславский и двое его охранников погибли от полученных ранений.
По официальной версии следствия, заказчиком убийства была банда Евгения Кушнира, а исполнителем — Сергей Кулев, который принадлежал к группировке Валерия Пушнякова. Но эта версия подверглась критике, а в числе настоящих заказчиков и организаторов убийства вероятными называли «донецких». Также стоит учесть тот фактор, что в период с 1997 по 1998 годы произошло немало громких убийств криминальных авторитетов по всей территории Украины. Многие из тех, кому удалось избежать покушений, скрылись за пределами СНГ. Новых группировок не возникло, и старых лидеров никто не заменил. Фактически понятия организованного рэкета и вымогательства со стороны криминала перестали существовать уже в 2000 году. На смену им пришло «крышевание» бизнеса силовыми ведомствами. На чем строится версия о том, что все устранения были тщательно спланированы и реализованы спецслужбами Украины. 
После смерти Доброслава «луганский клан», который он возглавлял и в принадлежности к которому впоследствии обвиняли Владимира Струка, Алексея Данилова и других, распался, а Луганская область перешла под контроль «донецких».